# Thaumasius
Thaumasius – rodzaj ptaków z podrodziny kolibrów (Trochilinae) w rodzinie kolibrowatych (Trochilidae).

## Zasięg występowania
Rodzaj obejmuje gatunki występujące w Ekwadorze i Peru.

## Morfologia
Długość ciała 9–12,5 cm; masa ciała 4,3–7,7 g.

## Systematyka

### Etymologia
Thaumasius: gr. θαυμασιος thaumasios „cudowny, osobliwy”, od θαυμα thauma, θαυματος thaumatos „cud, dziwo”.

### Podział systematyczny
Takson wyodrębniony z Leucippus. Do rodzaju należą następujące gatunki:
- Thaumasius baeri (Simon, 1901) – agawowczyk płowy
- Thaumasius taczanowskii P.L. Sclater, 1879 – agawowczyk plamisty